# Epigenes (Feldherr)
Epigenes (altgriechisch Ἐπιγένης Epigénēs; † 221 v. Chr. in Apameia am Orontes) war ein Feldherr der Seleukidendynastie unter Seleukos III. und Antiochos III. dem Großen.
Epigenes begleitete 223 v. Chr. Seleukos III. auf den Feldzug nach Kleinasien gegen Attalos I. von Pergamon. Nachdem der König dabei ermordet worden war, führte Epigenes das Heer nach Syrien zurück und wurde einer der Ratgeber des jungen Königs Antiochos III. Dabei trat er als Gegner des einflussreichen Hofministers Hermeias auf, indem er dessen Plan zu einem Feldzug gegen die Ptolemäer in Koilesyrien kritisierte und stattdessen eine Unterwerfung des abtrünnig gewordenen Statthalters Molon favorisierte. Durch Verleumdungen des Hermeias wurde sein Standpunkt allerdings verworfen und der König begab sich auf einen Feldzug nach Koilesyrien. Als er dort aber eine Niederlage hatte hinnehmen müssen, konnte sich Epigenes im Rat durchsetzten und den König zur Bekämpfung Molons umstimmen.
Der dadurch düpierte Hermeias suchte seinen Einfluss auf den König zurückzugewinnen, indem er einen Aufruhr der Truppen in Apameia wegen ausstehender Soldzahlungen in privater Rechnung beruhigte und dafür beim König die Entlassung des Epigenes aus dem Heeresdienst erwirken konnte. Anschließend fingierte der Hofminister einen von Molon geschriebenen Brief, den er Epigenes mittels eines bestechlichen Sklaven unterschob, durch den ihm ein geheimes Einvernehmen mit dem Abtrünnigen unterstellt werden konnte. Als der Burgkommandant von Apameia, der ein Anhänger des Hermeias war, bei einer Hausdurchsuchung den Brief entdeckte, ließ er Epigenes umgehend töten.